# Bornawirusy
Bornawirusy (łac. Bornaviridae) – rodzina wirusów z rzędu mononegawirusów. Naturalnymi gospodarzami są konie, owce, bydło, gryzonie, ptaki i ludzie.

## Nazwa
Nazwa taksonu wywodzi się od nazwy niemieckiego miasta (Borna) w Saksonii, gdzie wyizolowano wirusa po raz pierwszy. Wywołał on tam wśród koni chorobę o podłożu neurologicznym.

## Cechy charakterystyczne
- symetria: ikosaedralna
- otoczka lipidowa: występuje
- kwas nukleinowy: ssRNA(—), 8,9 par zasad
- replikacja: zachodzi w jądrze zakażonej komórki
- peptydy i białka: łącznie genom koduje 6 peptydów
- wielkość: 90 nm
- gospodarz: kręgowce
- Cechy dodatkowe: znany jest tylko jeden rodzaj (Bornavirus), w obrębie którego umieszczony jest jeden gatunek – wirus choroby Borna